# Donata de Mecklemburgo
Donata de Mecklemburgo (Kiel, 11 de marzo de 1956) junto a su hermana, la duquesa Edwina, son las últimas representantes de la línea Schwerin de la Casa de Mecklemburgo.
Como no quedan varones en la familia, la rama Schwerin se considera extinta debido a la ley sálica de sucesión, dejando a la rama Mecklemburgo-Strelitz como la única línea restante de la Casa de Mecklemburgo.

## Primeros años
Nació en la ciudad de Kiel, capital del estado de Schleswig-Holstein, siendo la primogénita del duque don Cristiano Luis de Mecklemburgo-Schwerin y su esposa, la princesa doña Bárbara de Prusia. Su padre fue el hermano menor del último varón superviviente de la Casa de Mecklemburgo-Schwerin, don Federico Francisco, gran duque heredero de Mecklemburgo-Schwerin. Su madre fue hija de la princesa Carlota de Sajonia-Altenburgo, la hija mayor de don Ernesto II, el último duque de Sajonia-Altenburgo.
Doña Donata sólo tiene una hermana, doña Edwina (nacida el 25 de septiembre de 1960). Como su tío no tenía herederos varones, la familia Mecklemburgo-Schwerin se extinguió en la línea masculina en 2001 con el fallecimiento de su tío. Como resultado, la línea Mecklemburgo-Strelitz, encabezada por don Borwin, duque de Mecklemburgo, se convertirá en la única línea sobreviviente de la Casa de Mecklemburgo cuando doña Donata y doña Edwina fallezcan. 
Su abuelo paterno fue el último gran duque reinante de Mecklemburgo-Schwerin, don Federico Francisco IV.También es descendiente de don Cristiano IX de Dinamarca, ya que su abuela paterna, Alejandra de Hannover, fue hija de Ernesto Augusto, príncipe heredero de Hannover y la princesa Thyra de Dinamarca, hija menor y del rey don Cristiano IX y la reina doña Luisa. Su abuelo materno fue el príncipe don Segismundo de Prusia, nieto del gran duque Luis IV y doña Alicia, gran duquesa de Hesse y el Rhin, segunda hija de doña Victoria, reina del Reino Unido.

## Matrimonio y descendencia
Desposó a don Alexander von Solodkoff el 19 de septiembre de 1987 y junto a él tuvo tres hijos:
- Doña Thyra von Solodkoff (nacida en 1989)
- Doña Alix von Solodkoff (nacida en 1992)
- Don Niklos-Alexis von Solodkoff (nacido en 1994)